# Швабский Альб
Шва́бский Альб (нем. Schwäbische Alb), Суровый или Швабский Альп или Швабская Юра — горный массив на юге современной Германии в федеральной земле Баден-Вюртемберг.
Швабский Альб имеет в Германии официальный номер D60. Горная цепь длиной около 150 километров и шириной от 30 до 37 километров, простирается между реками Неккар и Дунай, составляя раздел между системами последнего и рекой Рейн. Швабский Альб входит вместе с Франконским Альбом в состав Германской или Немецкой Юры.

## Описание
Горный массив Швабии, отсюда и часть названия, представляет собой горное плато, изрезанное ущельями, ограниченное с северо-западной стороны относительно резким перепадом высоты, в то время как с юго-западной стороны оно плавно и постепенно переходит в предальпийский ландшафт.
Юго-западная часть Швабских Альп, в Вюртемберге, называется Гейберг (Heuberg), по народным поверьям швабов (в народных поверьях играющий роль Блоксберга), Гейберг является местом сборища ведьм. Высший пункт в нём — Обергогенберг, 1 011 метров.
На северо-востоке Швабский Альб граничит с крупным кратерным образованием Нёрдлингер-Рис, отделяющим его от Франконского Альба в Баварии. Длина этого тянущегося с юга-запада на северо-восток горного массива составляет около 200 километров, ширина в среднем 40 километров.
Наиболее высокой точкой Швабского Альба является гора Лемберг высотой в 1 015 метров.
В геологическом отношении Швабский Альп иногда относят к расширенному Юрскому горному массиву, тянущемуся от Женевы до Кобурга.

### Состав
Швабская Юра или Альб (Альп), распадается на 5 групп:
- Клеттгаускую, группа расположена между Дунаем и Рейном в кантоне Шаффгаузен;
- Гегаускую;
- Альб[6];
- Аальбух[7], группа расположена между Гейслинген и верхним Кохером, наивысшая гора Кохерберг, высота 742 метров;
- Гэртфельд, группа расположена между Бренц-Кохерской долиной, Нёрдлингенским Рисом и Вёрницом.

### Пещеры
Суровый Альп состоит из правильно напластованной юрской извести, которая богата окаменелостями и пещерами, которые признаны объектами Всемирного наследия ЮНЕСКО, которых насчитывают более 30. Самые замечательные (знаменитые) из них:
- Туманная близ Обергаузена;
- Карла Великого близ Эрпфинген;
- Тутлингенская;
- Мунзингенская;
- Урахская;
- Эрпфингенская;
- Сибиленлохская на горе Тек;
- Гребенштетерская;
- Эрдлох близ Зонтгейма;
- Небеллох близ Пфулингена;
- Холе-Фельс;
- Фогельхерд[англ.]
- другие.

В пещерах, в Швабских Альпах, были найдены:
- костяная флейта, и её возраст был определён в 35 000 лет. Судя по всему, это самый старый музыкальный духовой инструмент в мире[8];
- «Венера Швабская», самое старое из всех найденных в мире изображений человека[9].
- В пещере Фогельхерд найдена древнейшая фигурка мамонта возрастом 35 тыс. лет. Также найдены другие фигурки — дикие лошади, львы, северный олень. Их относят к ориньякской культуре[10].